# Velone-Orneto
Velone-Orneto (korsisch Vilone è Ornetu) ist eine Gemeinde im französischen Département Haute-Corse auf der Insel Korsika. Sie gehört zum Kanton Castagniccia im Arrondissement Corte.

## Geografie
Das Siedlungsgebiet liegt in der Castagniccia durchschnittlich auf 300 Metern über dem Meeresspiegel und besteht aus den Dörfern Orneto, Carbonaccia, Velone, Inelaccia, Fiuminale Suttanu und Fiuminale Supranu. Die Nachbargemeinden sind Taglio-Isolaccio, Pero-Casevecchie, Talasani und Poggio-Mezzana.

## Bevölkerungsentwicklung
| Jahr      | 1962 | 1968 | 1975 | 1982 | 1990 | 1999 | 2006 | 2011 | 2012 |
| --------- | ---- | ---- | ---- | ---- | ---- | ---- | ---- | ---- | ---- |
| Einwohner | 198  | 178  | 124  | 113  | 109  | 113  | 110  | 112  | 110  |

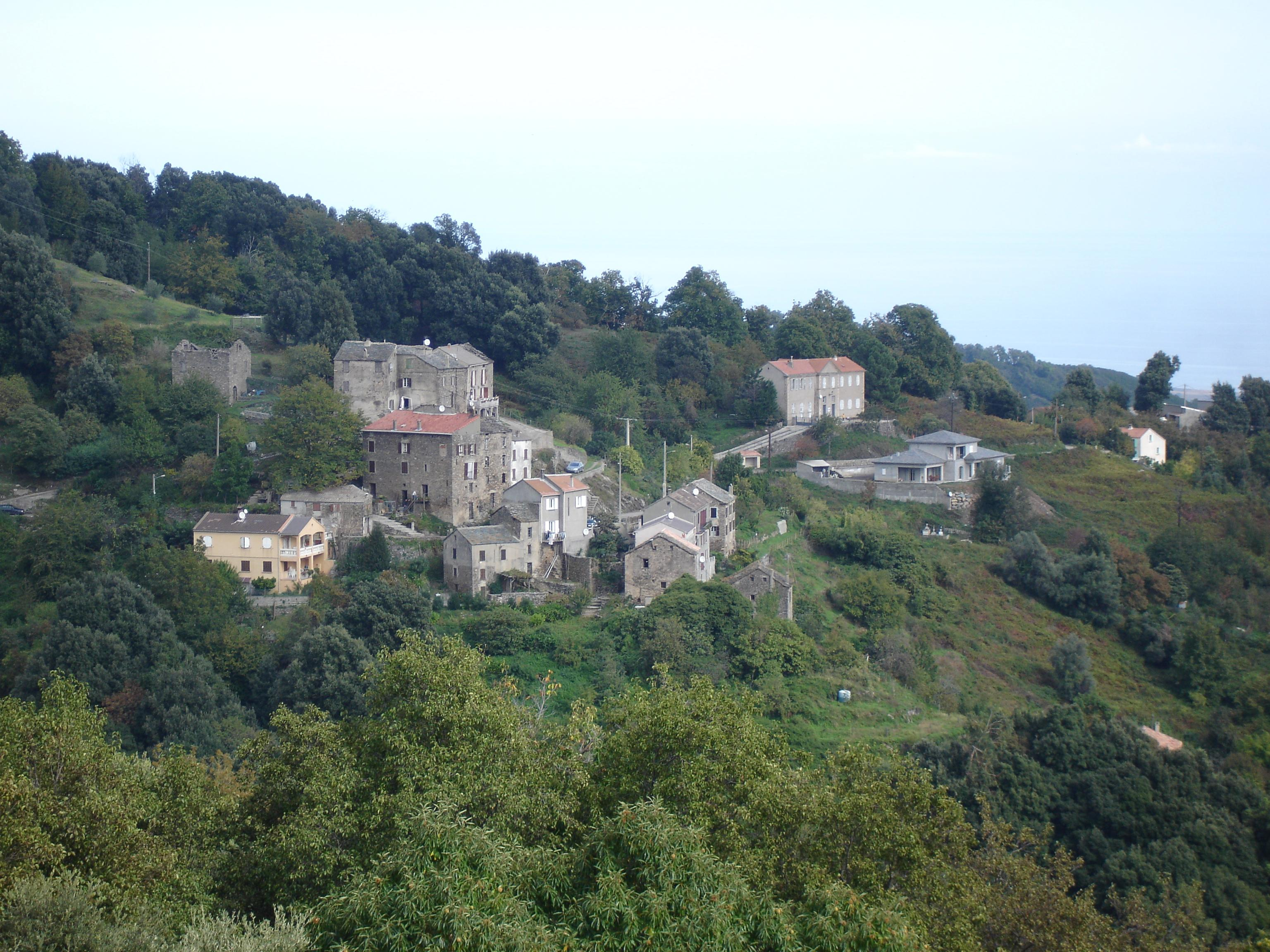
Carbonaccia
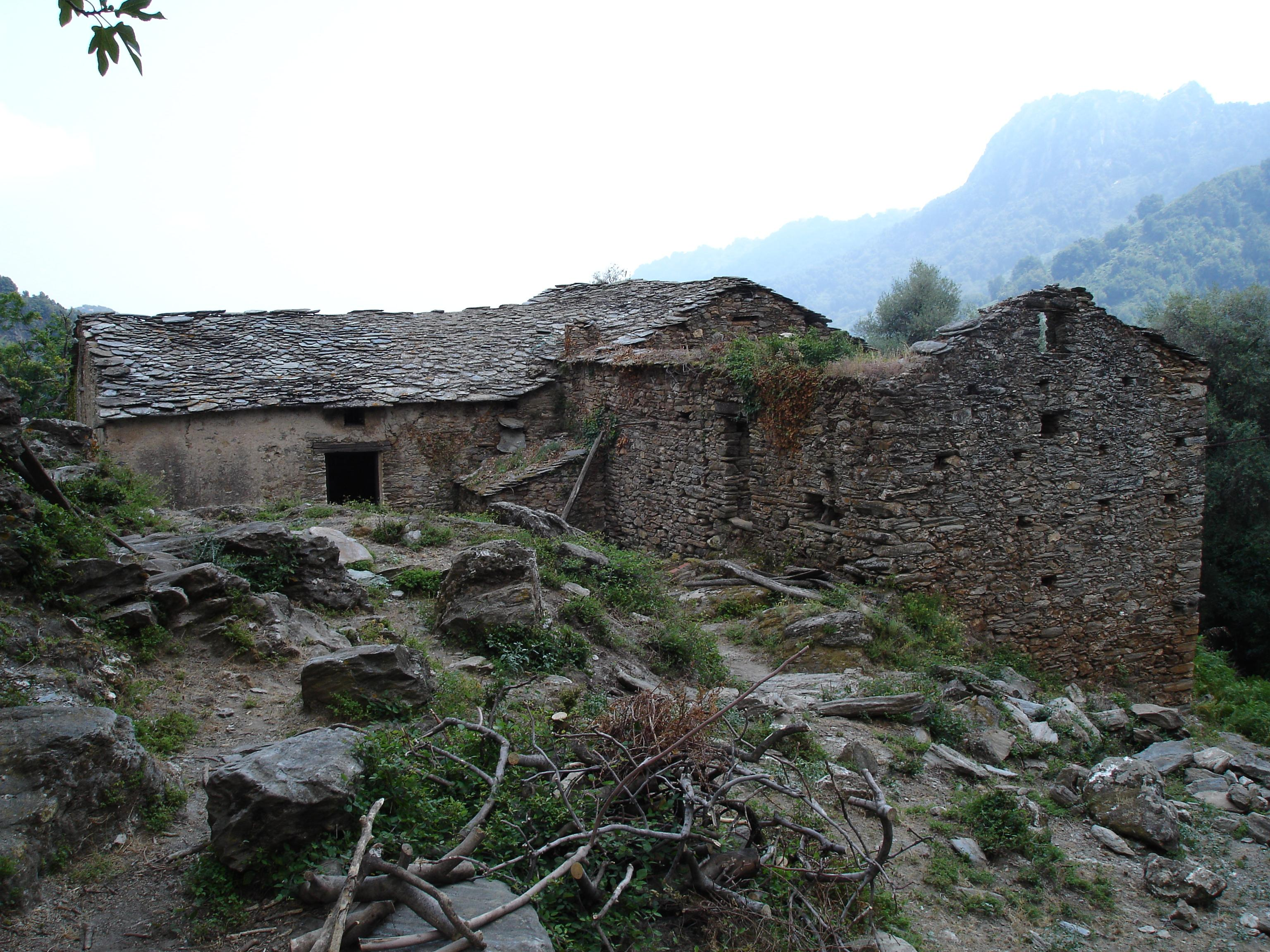
Fiuminale
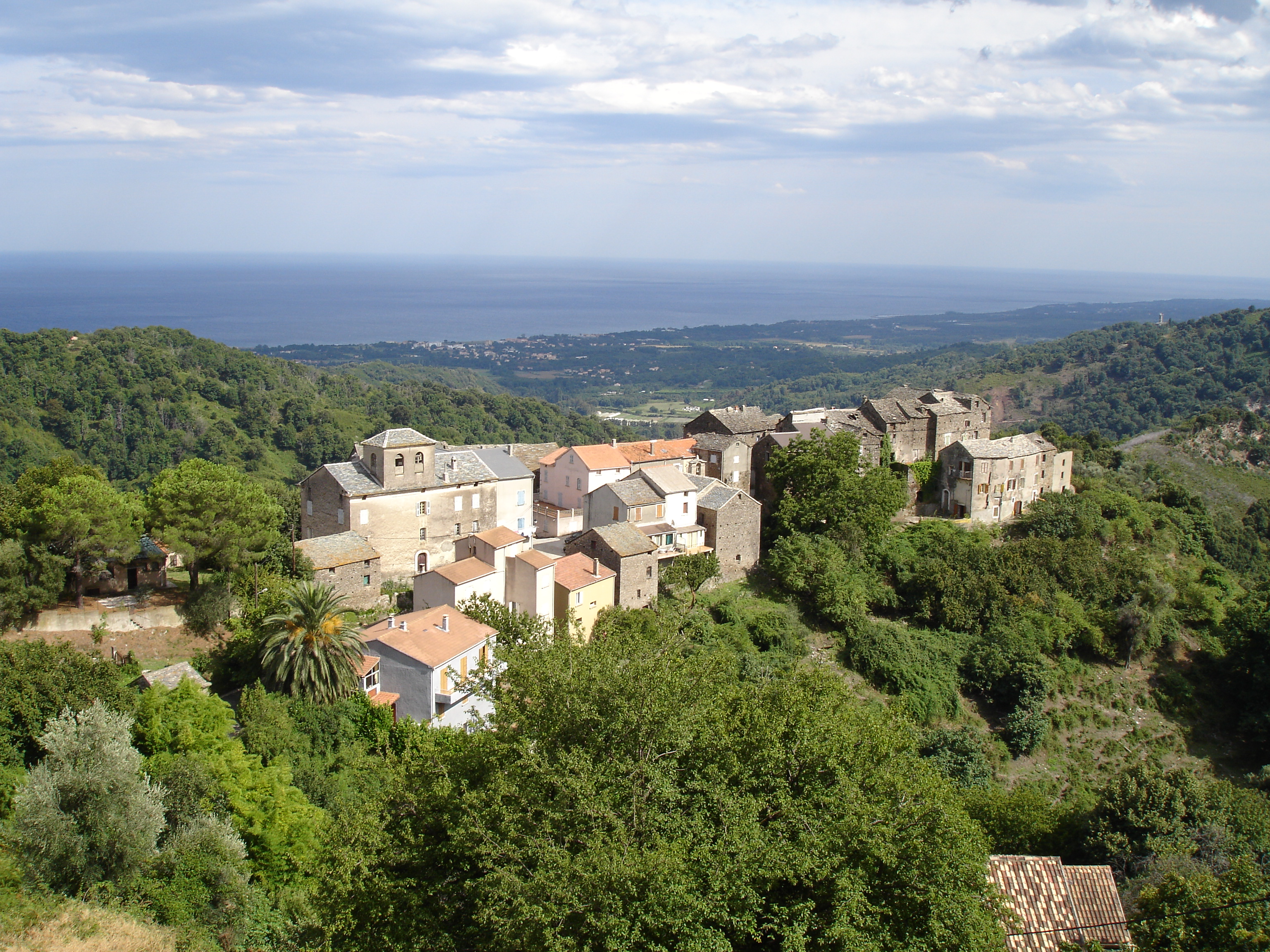
Orneto
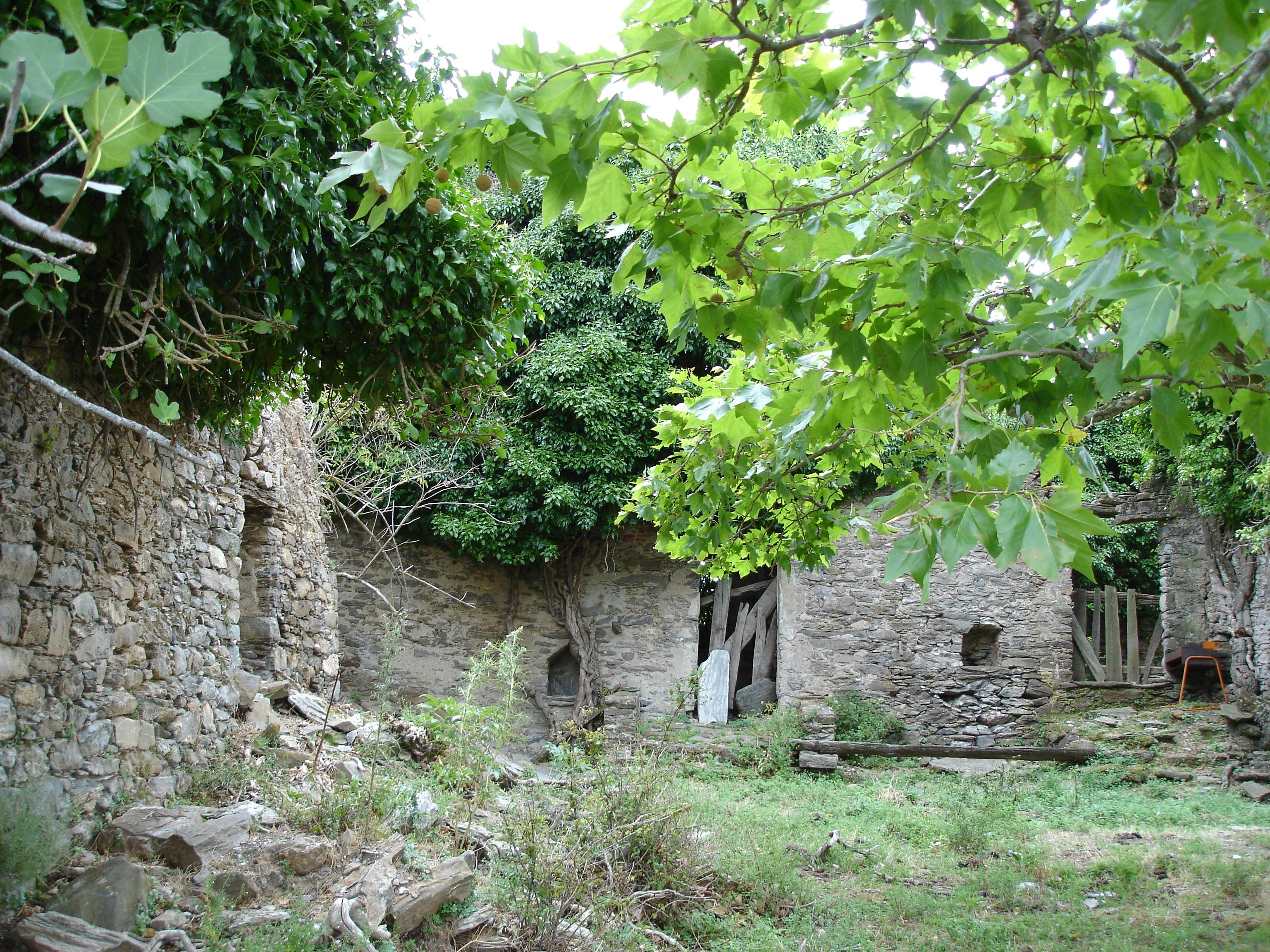
Inelaccia